# 2006年中国大陆矿难列表
本条目旨在列举发生在2006年中国大陆的矿难事件。据中国大陆官方统计，2006年中国大陆共发生2845起煤矿事故，造成4746人死亡。

## 1月
- 1月5日13时49分，安徽省淮南矿业集团望峰岗矿井发生瓦斯事故，12名工人被困井下，经过多日抢救，证实全部罹难。[]

## 2月
- 2月1日晚上7时许，山西省晋城煤业集团所属寺河煤矿发生瓦斯爆炸事故，造成23名矿工死亡，另有53人一氧化碳中毒。
- 2月10日下午6时30分左右，河南郑州马岭山煤矿发生瓦斯事故，造成15人死亡。[]
- 2月23日18时50分，山东枣矿集团联创公司发生一起煤尘爆炸特大事故。在现场施工的27人中，15人死亡12人受伤。事故中遇难和受伤人员大部分为来自当地的农民工。[]

## 3月
- 3月9日凌晨1时，云南宣威市格宜镇境内的中村煤矿在整改安全隐患过程中发生重大透水事故。7名矿工遇难，3人获救并已脱离危险。
- 3月13日凌晨，发生在内蒙古鄂尔多斯市鄂托克旗的荣盛煤矿瓦斯爆炸事故共有１２人获救，已发现有１７人遇难，尚有５人下落不明。 Archive.today的存檔，存档日期2013-04-28

## 4月
- 4月29日16时50分许，陕西省子长县瓦窑堡煤矿发生瓦斯爆炸事故，造成39名矿工被困井下。 Archive.today的存檔，存档日期2013-04-28有7人安全升井，遇难者人数32人。 Archive.today的存檔，存档日期2013-01-06
- 4月30日18时40分，陕西镇安县黄金矿业有限责任公司对其尾矿库实施第六期加坝增容施工时，部分主体坝突然垮塌，尾矿浆瞬间奔涌而下，将坝下9户群众40间房屋吞噬，造成17人死亡，5人受伤。

## 5月
- 5月2日20时，贵州省毕节地区威宁县东风镇一非法采煤窝点发生瓦斯燃烧事故，发现有14名矿工遇难。
- 5月10日凌晨，四川省兴文县石林镇坳田煤矿发生一起煤与瓦斯突出事故，造成11人死亡、9人受伤。 Archive.today的存檔，存档日期2013-04-28
- 5月18日晚8时30分，山西省大同市左云县张家场乡新井煤矿发生透水事故。（页面存档备份，存于）当时井下共有266人，其中出井210人，被困56人。 Archive.today的存檔，存档日期2013-04-28
- 5月22日晚21时许，河南渑池县陈村乡槐扒村寺园沟的一无证非法煤矿瓦斯爆炸事故，据当地官方通报，该事故共造成8名矿工遇难，1名矿工受伤。（页面存档备份，存于）

## 6月
- 6月28日上午8时15分左右，辽宁阜新矿业集团五龙煤矿一掘进工作面发生瓦斯爆炸事故。死亡人数27人，36人受伤。 Archive.today的存檔，存档日期2013-04-28

## 7月
- 7月1日，河北省承德市鹰手营子矿区原西南山煤矿发生一起有害气体引起的窒息事故，造成5人死亡。
- 7月10日晚23时左右，山西省中阳县东川煤矿10号井发生透水事故。当时井下有18人作业，事故发生后10人安全升井，8人被困。 Archive.today的存檔，存档日期2013-04-28
- 7月13日下午3时30分，内蒙古自治区准格尔旗金利煤矿发生山洪灌井事故，正在井下作业的12名矿工被困。7月14日，10名矿工获救。 Archive.today的存檔，存档日期2013-04-28
- 7月15日16时左右，山西省灵石县蔺家庄煤矿发生煤尘爆炸事故，已在井下发现18具遇难矿工遗体，仍有39人被困。（页面存档备份，存于）
- 7月15日23时许，贵州省安顺市紫云苗族布依族自治县坝羊乡偏坡院煤矿发生透水事故，18人被困井下。
- 7月15日，湖南省耒阳市沈家湾煤矿因暴雨洪水引发事故，造成至少14人死亡。（页面存档备份，存于）

## 8月
- 8月4日，山西省忻州市宁武县西马坊乡大灰窑煤矿发生有害气体涌出事故，18人遇难。（页面存档备份，存于）
- 8月21日，贵州省毕节地区纳雍县贝勒煤矿井下发生燃烧事故，六枝工矿集团公司矿山救护大队接报后前去帮助扑救。 8月23日下午4时30分左右，贝勒煤矿发生瓦斯爆炸，矿山救护大队12名救护人员，有4人安全升井，8人遇难。 Archive.today的存檔，存档日期2013-04-28
- 8月31日10时许，湖南省涟源市安平镇联谊煤矿整合井发生瓦斯爆炸，导致9人死亡。 Archive.today的存檔，存档日期2013-04-28（页面存档备份，存于）

## 9月
- 9月2日，贵州省纳雍县一采煤窝点发生瓦斯燃烧事故，造成8人死亡，4人受伤。
- 9月3日凌晨4时30分左右，湖北省黄石市大冶市还地桥镇振兴煤矿发生透水事故，正在作业的10人中，6人遇难，3人自救脱险，1人被成功救出。（页面存档备份，存于）
- 9月22日9时20分左右，云南华坪县兴泉镇松竹煤矿东矿井发生瓦斯燃烧事故，造成2人死亡，27人不同程度受伤。 Archive.today的存檔，存档日期2013-04-28

## 10月
- 10月12日凌晨4时15分左右，安徽省宣城市武山煤矿发生瓦斯事故，2名在井下作业的工人因窒息当场死亡。 Archive.today的存檔，存档日期2013-04-28
- 10月15日，河北省张家口金能集团盛源公司宣东矿206中采工作面采空区发生瓦斯爆炸事故，共造成4人死亡。（页面存档备份，存于）
- 10月16日11时50分左右，河北省邯郸市峰峰矿区和村镇隆鑫煤矿发生火灾事故。下井矿工人数为63人，其中生还51人，死亡12人，受伤12人。事故原因初步认定为井下电缆燃烧，人员伤亡主要是由燃烧产生的有毒气体和缺氧所致。 Archive.today的存檔，存档日期2013-04-28
- 10月19日15时左右，河北省承德市鹰手营子矿区西沟煤矿发生冒顶事故，造成3人死亡。 Archive.today的存檔，存档日期2013-04-28
- 10月26日2时16分，吉林省白山市江源区新宇煤矿二井发生瓦斯爆炸事故，11名矿工遇难。
- 10月28日2时35分，新疆米泉市电厂沟镇兴亚能建化实业总公司第一矿井一号井发生爆炸，14名被困井下的矿工全部遇难。（页面存档备份，存于）
- 10月31日12时16分，甘肃省魏家地煤矿发生瓦斯爆炸事故，29人遇难，19人受伤。

## 11月
- 11月2日晚21时许，甘肃省兰州市红古区福山煤矿发生瓦斯中毒事故，共造成5人死亡。 Archive.today的存檔，存档日期2013-04-28
- 11月4日8时20分左右，吉林省和龙市福洞镇南阳宏源煤矿发生瓦斯爆炸，共造成7人死亡。 Archive.today的存檔，存档日期2013-04-28
- 11月5日11时45分，山西省原平市轩岗镇的同煤集团轩岗煤电公司焦家寨煤矿发生特大瓦斯爆炸事故，47名被困矿工被证实全部遇难。 Archive.today的存檔，存档日期2013-04-28
- 11月7日4时50分，山西省太原市万柏林区王封乡一私开煤矿发生透水事故，共造成10人遇难。 Archive.today的存檔，存档日期2013-04-28事故原因是，不法分子将已经取缔的非法坑口重新挖开，在私挖滥采过程中打通了邻近的采空区，导致采空区积水大量涌出。
- 11月8日8时35分，湖南省耒阳市新坡煤矿发生瓦斯爆炸，9人死亡，4人失踪，5人受伤。由于矿长及技术负责人外逃，煤矿无图纸，仅靠工人回忆描述的巷道，继续抢救有可能扩大事故，在有关专家组出具了论证报告后，11月20日抢救部门终止了抢救工作，造成4人无法确定死亡。[]事故原因是，为了与邻近煤矿争抢资源，副矿长李全生无视值班长伍某关于巷道瓦斯超限的报告，违规使用煤电钻打眼，因震动造成松动的电源短路并产生瞬间火花，火花引爆巷道中积聚的瓦斯。（页面存档备份，存于）
- 11月10日零时40分左右，吉林省珲春市新春煤矿发生运输事故，造成2人死亡、1人轻伤。事故原因是由于工人在运输生产中违章挂车，致使绞车钢绳折断。
- 11月12日3时35分左右，贵州省荔波县德比煤矿巷道突然发生大量透水，造成8名矿工遇难。
- 11月12日19时40分，山西省灵石县王禹乡南山煤矿井下储藏的非法私制炸药起火后发生事故，34位矿工遇难。 Archive.today的存檔，存档日期2013-04-28
- 11月21日15时30分，云南省绥江县板栗乡叉堰沟煤矿发生垮塌，导致主巷道电缆线产生火花，引起浓烟，造成巷道内缺氧，导致2人死亡6人受伤。 Archive.today的存檔，存档日期2013-04-28
- 11月25日13时50分，黑龙江省鸡西市恒山区远华煤矿发生一起瓦斯爆炸事故，26人遇难。 Archive.today的存檔，存档日期2013-04-28
- 11月25日17时许，云南省富源县后所镇昌源煤矿发生瓦斯爆炸事故，造成32人遇难，28人受伤。 Archive.today的存檔，存档日期2013-04-28
- 11月26日18时37分，山西省临汾市尧都区河底乡芦苇滩煤矿发生瓦斯爆炸，被困井下的24名矿工全部遇难。事故原因是，生产过程中停电，没有及时撤出井下人员，10多分钟后恢复供电时，发生瓦斯爆炸。该矿与供电局签订的用电协议标明是生活用电，根据规定，生产用电如要停电，供电局应该提前通知，而生活用电则无需通知，随时可以停电。
- 11月29日6时20分，甘肃省武威市天祝藏族自治县炭山岭镇1号煤矿发生瓦斯爆炸事故，11人遇难。 Archive.today的存檔，存档日期2013-04-28发生事故的原因是在井下第二工作面作业的副矿长擅自启封密闭巷道，以致瓦斯和CO等混合气体外泄，遇明火造成局部瓦斯爆炸。 Archive.today的存檔，存档日期2013-04-28

## 12月
- 12月1日2时左右，黑龙江省鸡西市恒山区城锦煤矿发生爆炸事故，共造成8人遇难。 Archive.today的存檔，存档日期2013-04-28
- 12月3日13时左右，湖南省涟源市安平镇观音煤矿发生煤与瓦斯突出事故，导致12人死亡、3人受伤。事故原因为开采方法错误、没有采取四位一体防突措施、支架处理不当。 Archive.today的存檔，存档日期2013-04-28
- 12月7日12时许，辽宁省阜新市平安煤矿一个掘进工作面发生透水事故，造成8人死亡。
- 12月8日5时20分，陕西省洛南县铜马矿业公司在4号金矿坑道斜井面平巷放炮作业时，将相近的废弃坑道打穿，使其里面的积水涌入平巷，6名工人全部遇难。（页面存档备份，存于）
- 12月12日凌晨1时45分许，安徽省枞阳县大刨山铜矿主竖井+35米水平3号天井因前一个班次工作面放炮后，没有进行风扇送风，炮烟未排放，2名矿工发生中毒，不幸遇难。
- 12月12日18时40分左右，黑龙江省七台河市勃利县福胜煤矿发生透水事故，造成6人遇难。（页面存档备份，存于）
- 12月13日1时许，湖南省衡阳市常宁市裕民煤矿芋子田井一采煤工作面违章放炮引起煤与瓦斯突出，共导致12人死亡。
- 12月28日上午，贵州省贵阳市白云区牛场乡新发煤矿发生顶板垮塌事故，死亡人数7人。（页面存档备份，存于）